# دروغ بزرگ (فیلم)
دروغ بزرگ (انگلیسی: The Great Lie) فیلمی در ژانر درام به کارگردانی ادموند گولدینگ است که در سال ۱۹۴۱ منتشر شد.
مری آستور توانست به‌خاطر بازی در این فیلم جایزه اسکار بهترین بازیگر نقش مکمل زن را از آنِ خود کند.

## بازیگران
- بت دیویس
- مری آستور
- لوسیل واتسون
- هتی مک‌دانل
- گرانت میچل
- جی. فارل مک‌دانلد
- آدیسون ریچاردز
- جروم کوان
- دوریس لوید
- ویرجینیا بریساک